# بنو (لامرد)
بنو (بالفارسية: بنو) هي منطقة سكنية في محافظة فارس إيران التابعة لبلدة أشكنان مقاطعة لامرد.

## السكان
تقع هذه القرية في قسم كال وحسب احصاءات سنة 2006 كان عدد سكانها 23 نسمة يعيشون في 5 مسكن.